# Camino (California)
Camino è un census-designated place degli Stati Uniti d'America, situato in California, nella contea di El Dorado.
Secondo il censimento del 2010, ha una popolazione di 1 750 abitanti.
Camino è una zona popolare in autunno per la raccolta delle mele. È inoltre nota per le sue numerose aziende agricole di alberi di Natale e per la corsa annuale Apple Hill Run.
Camino si trova circa a metà strada tra Sacramento e South Lake Tahoe sulla U.S. Route 50 californiana. Il suo primo ufficio postale è stato aperto nel 1904. La comunità di Camino rientra nell'area code 530 e il codice ZIP della città è 95709.

## Geografia fisica
Secondo l'USGS, si trova ad un'altitudine media di 955 m s.l.m., ma l'altitudine varia effettivamente tra 900 e 1000 m. Data la sua altitudine, nevica diverse volte l'anno nella comunità. Le città e i paesi vicini includono Pollock Pines, Placerville Diamond Springs, El Dorado, Grizzly Flats, Somerset, Coloma, Garden Valley, Cameron Park, Shingle Springs e Lotus.

## Società

### Evoluzione demografica
Camino è apparsa per la prima volta come census-designated place nel censimento degli Stati Uniti d'America del 2010, secondo cui Camino aveva una popolazione di 1 750 abitanti. La densità di popolazione era 300,3 abitanti per chilometro quadrato. La composizione razziale di Camino era 1 604 (91,7%) bianchi, 7 (0,4%) afro-americani, 14 (0,8%) nativi americani, 18 (1,0%) asiatici, 4 (0,2%) isolani del Pacifico, 55 (3,1%) di altre razze e 48 (2,7%) di due o più razze. Gli ispanici e latini erano 197 (11,3%).
Il totale della popolazione era suddiviso in 723 nuclei familiari, di cui 188 (26%) avevano bambini sotto i 18 anni, 390 (53,9%) erano coppie sposate di sesso opposto conviventi, 50 (6,9%) avevano una capofamiglia femminile senza marito presente e 45 (6,2%) avevano un capofamiglia maschile senza moglie presente. C'erano 50 (6,9%) unioni non sposate di sesso opposto e 3 (0,4%) coppie o unioni dello stesso sesso. 181 nuclei familiari (25,0%) erano composti da singoli individui e 76 (10,5%) avevano qualcuno che viveva da solo e aveva 65 anni o più. La dimensione media del nucleo familiare era di 2,42 individui. C'erano 485 famiglie (67,1% di tutti i nuclei familiari); la dimensione media della famiglia era di 2,90 individui.
La distribuzione anagrafica della popolazione era la seguente: 370 persone (21,1%) sotto i 18 anni, 111 persone (6,3%) tra i 18 e i 24 anni, 329 persone (18,8%) tra i 25 e i 44 anni, 560 persone (32,0%) tra i 45 e i 64 anni e 380 persone (21,7%) di 65 anni o più. L'età mediana era di 47,8 anni. Per ogni 100 femmine c'erano 98,4 maschi. Per ogni 100 femmine di età pari o superiore a 18 anni c'erano 98,0 maschi.
C'erano 810 unità abitative (con una densità media di 139 ab./km2), di cui 723 erano occupate: 514 (71,1%) di proprietà e 209 (28,9%) occupate da affittuari. Il tasso di case vuote in vendita era del 2,3%; il tasso di case vuote in affitto era del 7,4%. Le unità abitative di proprietà ospitavano 1 235 persone (70,6% della popolazione), mentre 515 persone (29,4%) vivevano in unità abitative in affitto.